# ナットウキナーゼ

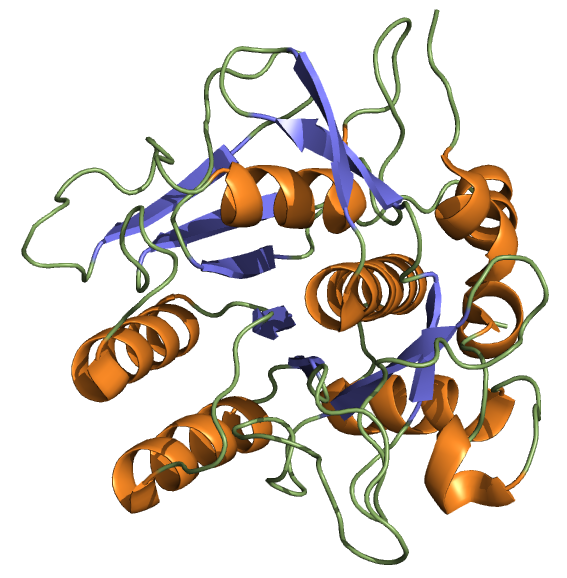
枯草菌 Bacillus subtilis（natto） のナットウキナーゼの結晶構造。PDB

ナットウキナーゼ（nattokinase）は、納豆の発酵過程で納豆菌が産出する酵素である。須見洋行らにより1980年に発見され、1986年に発表された。俗に「血液をサラサラにする」と言われているが、納豆またはサプリメントを摂取した場合の有効性について信頼できる十分な情報は見当たらない。
試験管内での実験や血液に直接入れた動物実験では、フィブリンの分解効果が認められた。しかしナットウキナーゼは酵素（たんぱく質）であるため、経口摂取した場合は胃腸の消化酵素でアミノ酸やペプチドに分解され、酵素としての性質を失う。分解を免れたものも分子が大きすぎて、そのまま腸の細胞の中に取り込まれて血中に移行することはない。分解吸収されたペプチド断片等の薬理作用の可能性が考えられるが、経口摂取したナットウキナーゼが消化管から吸収されて血液中で作用する明確な根拠はなく、さらなる研究が必要とされる。
また臨床研究で用いられる2,000 FU（フィブリン分解ユニット）のナットウキナーゼ含有カプセルは市販の納豆2パック分に相当し、胃酸を防ぐコーティングがされ、納豆に非常に多く含まれるビタミンK（血液凝固に寄与）も除去されている。そのため、納豆という食品の形で食べた場合とは作用が異なると考えられる。
現時点の科学的根拠は十分ではなく、医薬品ではなく健康食品（サプリメント）として販売されている。サプリメントの生産は納豆からの抽出に頼らず、組み換えや流加培養で行うことができる。

## 化学
275個のアミノ酸からなる分子量約27,700のたんぱく質（ポリペプチド鎖）である。
ナットウキナーゼという名称は、納豆（natto）に酵素を表わす接尾辞「-ase（-アーゼ）」をつけたもの。納豆菌が生産する酵素であることに由来する。尿から取れる酵素「ウロ(尿)キナーゼ」にちなんで名付けられた。キナーゼ（kinase、リン酸化酵素）ではなく、枯草菌（Bacillus subtilis）が産出するサブチリシンファミリーのセリンプロテアーゼ（タンパク質分解酵素）である。以前はサブチリシンNAT（Subtilisin NAT）と呼ばれていた。
納豆菌という名の菌は学術的には存在せず、納豆を製造するときに使われる枯草菌の一部を便宜的に納豆菌と呼んでいる。日本の納豆製造には宮城野株が使われることが多いが、各メーカーは枯草菌から選別した様々な納豆菌の性質の違いを生かして製品を開発している。
タイの大豆発酵食品トゥア・ナウから分離される枯草菌が産出する酵素の方が、宮城野株のものよりも活性が高かったという報告がある。韓国のチョングッチャン、中国の豆豉、インドネシアのテンペなど、他の伝統的な大豆発酵食品にも同様のフィブリンを分解する酵素が含まれている。

## 薬理学

### 薬理作用
試験管内では、血液や血栓に触れると強い線溶活性を示し、組織型プラスミノーゲンアクチベーター（tPA）の活性を高めることが示された。また、プラスミノーゲンアクチベーターインヒビター1（PAI-1）を不活性化することが報告されている。血液サンプルとともに培養した研究では、赤血球凝集とせん断粘度の有意な用量依存的減少が認められた。
ナットウキナーゼと同様に血栓溶解作用があるウロキナーゼは「急性心筋梗塞における冠動脈血栓の溶解」の効用で医薬品として承認されており、血管内に注入される。ウロキナーゼは脳内等で出血した際に出血が止まりにくくなる危険性があるため、医師が適応を判断し医療機関で処方されている。

### 薬物動態
ナットウキナーゼはたんぱく質であり、熱や酸により変性し、高次構造がほどけて機能を失う。そのため「熱を加えずに食べるとよい」とされるが、胃酸によっても変性し機能を失う。また胃酸でほどけたナットウキナーゼは、小腸で細かく分解され、アミノ酸や2 - 3個のアミノ酸からなるジペプチドあるいはトリペプチドとなり小腸の毛細血管中に吸収される。
胃腸の消化酵素による分解を免れたナットウキナーゼ（分子量約27,700）は、小腸から吸収されるのは分子量600以下であるため、大きすぎてそのまま血中に入ることはできない。ある程度の大きさに分解吸収されたペプチド断片等が、間接的に作用する可能性が考えられるが、吸収や分布、代謝のメカニズムは未だわかっていない。
臨床研究で用いるサプリメントは、胃酸で失活しないよう腸で溶けるコーティングがされ、納豆に多く含まれるビタミンK（血液凝固に寄与）も除去されている。ビタミンKは低分子の脂溶性ビタミンであり、腸管から血中に吸収されやすい。また納豆菌は熱と酸に強く、納豆摂取後も数日間は腸内でビタミンKを生産し続けることができる。
ナットウキナーゼのフィブリン分解能力の単位は、FU（フィブリン分解ユニット）で表され、臨床研究で用いられることの多い2,000 FUは、市販の納豆2パック分に相当する。この単位「FU」は、2003年に健康食品の業界団体である公益財団法人日本健康・栄養食品協会が採用した新しい単位であり、2003年設立の日本ナットウキナーゼ協会が会員の製品を測定し、認定マークを発行している。

## 食薬区分
食薬区分においては、納豆菌の発酵ろ液は「医薬品的効能効果を標ぼうしない限り医薬品と判断しない成分本質 (原材料)」（非医薬品）にあたり、「血液がサラサラになる」といった医薬品的な効果効能表示（店頭や説明会における口頭での説明も含む）を行うと、薬機法（旧薬事法）や景品表示法、健康増進法の規制の対象となる
。そのため、各社サプリメントは「さらさら粒」「さらさらなナットウキナーゼ配合」「澄んだめぐりにアプローチ」などの表示を行っている。
2020年 - ナットウキナーゼ含有サプリメントが機能性表示食品として消費者庁に届け出られた。機能性表示食品とは、国が審査は行わず、事業者が自らの責任において機能性の表示を行うもので、「血流(末梢)を改善することで血圧が高めの方の血圧を下げる機能が報告されています」と表示している。これは、2008年のランダム化比較試験などを事業者が評価したものであり、「健常な範囲で血圧が高めの方」とⅠ度高血圧者に対し、機能が期待できるとしている。

## 安全性
納豆を通常の食品として摂取する場合はおそらく安全であるが、ナットウキナーゼをサプリメントなど濃縮物として摂取する場合の安全性に関しては、臨床研究が少なく信頼できる十分な情報は見当たらない。特に妊婦・授乳婦、出血性疾患患者、低血圧患者の、自己判断での摂取は控えることが求められる。抗凝固薬や、アスピリンなどの抗血小板薬との併用は、脳内出血などの出血リスクを増加させる可能性がある。
世界各地でサプリメントが栄養補助食品として販売されているが、アメリカ食品医薬品局(FDA)はGRAS（一般に安全と認められているもの）として認定していない。カナダ保健省は、ナットウキナーゼの販売を許可するには、出血リスクの増加の可能性を含む安全性の懸念に十分に対処していないと判断した。欧州食品安全機関（EFSA）は、日本企業による新規食品の申請を受け、妊娠中および授乳中の女性を除く健康な成人の摂取は安全であるとしたが、ヒトの吸収、分布、代謝及び排泄に関して提供された情報からは結論できないとした。
ビタミンK（血液凝固に寄与）を除去していない納豆やサプリメントは、ビタミンKがワルファリン（抗凝固薬）の働きを悪くする恐れがあるため、ワルファリンを飲んでいる患者の納豆摂取は禁止されている。ワルファリンは、ビタミンKの作用を阻害することで血を固まりにくくする薬であり、納豆、青汁、クロレラなどビタミンK含有量の多い食品を食べると、ワルファリンの働きが弱まり血の塊ができやすくなる恐れがある。
無毒性量
NOAEL参考値 : ラット、経口、90日 1000mg/kg 体重/日

## 誤った情報
新型コロナウイルス感染症(COVID-19)の流行時に感染予防効果があるとして話題になったが、現時点において、ヒトにおける新型コロナウイルス、インフルエンザ、風邪や上気道感染症などに対する効果を検討した研究は存在しない。アメリカ食品医薬品局(FDA)と連邦取引委員会（FTC）は予防・治療効果があるなど根拠のない宣伝を行ったナットウキナーゼなどを含む製品に、警告書を発行した。

## 研究例
ヒトを対象にした研究は少なく、細胞や動物実験レベルでの有効性、数十人程度の参加者への有効性は、十分な効果の証明とはならない。規模の小さい研究は、良い結果だとしても偶然に得られた可能性が大きいため、複数の、比較的大規模な臨床研究で、再現性のある結果が出ることが求められる。

### 血栓溶解
In vitro/動物実験
1980年、in vitro（試験管内で）の実験で、人工血栓における納豆の血栓溶解作用が観察された。1986年、ナットウキナーゼと命名され論文が発表されると、NHKなどマスコミが大々的に取り上げ注目が集まった。1990年、犬に腸溶カプセルを経口投与した研究では、血栓症の犬の血栓を溶解することが血管造影によって観察された。1995年、ラットの十二指腸内に80mg/kg投与した研究では、血漿中のフィブリノゲンが分解された。使用されたナットウキナーゼは、胃酸の影響を受けず、薬理学的に高用量ではあるが、ラットの腸を通過して血液中で作用することが示された。ラットの静脈内に注入した研究では、プラスミン（生体がもともと持っているフィブリン分解酵素）の4倍の血栓溶解作用が認められた。
臨床研究
2009年、45人が参加した非盲検の自己管理臨床試験（台湾）で、健康なボランティア、心血管系の危険因子を持つ患者、透析患者に、4,000 FUのナットウキナーゼ含有カプセルを2ヶ月間投与した。血漿フィブリノゲン、凝固第VIIおよびVIII因子の減少は、各グループ内で経時的に観察され、グループ間で低下の程度は同様だった。
2015年、健康な若い日本人男性12人が参加した二重盲検プラセボ対照クロスオーバー比較試験（日本）では、2,000 FUのナットウキナーゼ含有カプセルを単回投与で数時間後にはフィブリン溶解と抗凝固作用を有意に亢進することが示された。ただしすべての変化は正常範囲内だった。

### 高血圧症
In vitro/動物実験
2011年、高血圧ラットを用いた研究で血圧低下が認められ、未消化のナットウキナーゼによる血漿フィブリノーゲン切断による血液粘度減少と、ナットウキナーゼの消化断片による血漿アンジオテンシンIIレベルの低下によるのではないかと考察された。2014年、γ-アミノ酪酸とナットウキナーゼを含む納豆粉は、高血圧ラットの血圧を低下させたが、正常血圧のラットでは低下させなかった。カプトプリルは納豆粉よりも有意に血圧を低下させた。
臨床研究
2008年、正常な範囲で血圧が高めまたはⅠ度高血圧の73名が参加した二重盲検ランダム化比較試験（韓国）では、2,000 FUのナットウキナーゼ含有カプセルを8週間投与したグループの収縮期血圧と拡張期血圧の低下が認められた。2016年、このアジア人の研究結果が他の人種でも再現できるか調べた研究が北米で行われ、高血圧など79名が参加した二重盲検ランダム化比較試験で、2,000 FUのナットウキナーゼ含有カプセルを8週間投与したグループの男性の拡張期血圧が低下した。
ナットウキナーゼの血栓溶解効果を評価した2009年の臨床研究や、高脂血症への影響を評価した2009年の臨床研究では、血圧降下作用は認められなかった。

### 高脂血症
In vitro/動物実験
コレステロールを摂取させたラットやウサギを用いた動物実験では、LDL-Cの酸化を阻害しトリグリセリドが減少したが、HDL-Cは減少しなかった。
臨床研究
2009年、高脂血症患者30名が参加した二重盲検ランダム化比較試験（台湾）では、4,000 FUのナットウキナーゼ含有カプセルを8週間投与したグループのコレステロール、LDL-Cと共にHDL-Cの減少が見られたが、統計学的に有意な差は認められなかった。

### アミロイド繊維の分解
In vitro/動物実験
2009年、in vitro（試験管内で）の実験（台湾）で、アルツハイマーに関わるアミロイド繊維を分解する作用が報告された。この報告は、単にナットウキナーゼの試験管内でのアミロイド繊維の分解能力を他のタンパク質分解酵素と比較したものである。